# Kirchberg an der Iller
Kirchberg an der Iller település Németországban, azon belül Baden-Württembergben. Lakosainak száma 2178 fő (2023. december 31.).

## Népesség
A település népessége az elmúlt években az alábbi módon változott:
| Lakosok száma | 1506 | 2044 | 2087 | 2149 | 2196 | 2178 |
|               | 1975 | 2017 | 2019 | 2021 | 2022 | 2023 |